# Julia Dingwort-Nusseck

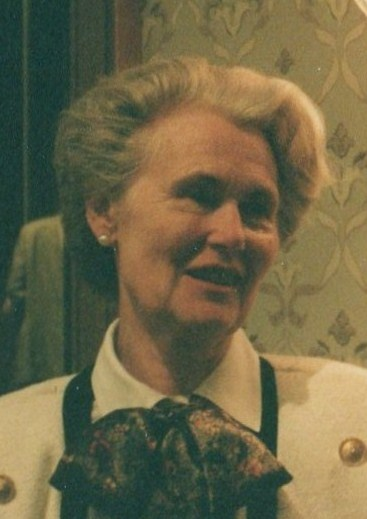
Julia Dingwort-Nusseck (undatiert)

Julia Dingwort-Nusseck, geborene Nusseck (* 6. Oktober 1921 in Altona; † 7. Juni 2025), war eine deutsche Wirtschaftsjournalistin. Sie war von 1976 bis 1988 erste Präsidentin der Landeszentralbank Niedersachsen. In dieser Eigenschaft war sie auch die erste Frau im Zentralbankrat der Deutschen Bundesbank. Parteipolitisch engagierte sie sich für die CDU.

## Leben
Während des Zweiten Weltkrieges machte Julia Nusseck 1940 das Notabitur am Gymnasium Allee in Hamburg-Altona und studierte Wirtschaftswissenschaften an den Universitäten Hamburg und Tübingen und schloss das Studium 1943 als Diplom-Volkswirtin ab. Nach der Promotion zum Dr. rer. pol. 1944 wurde sie Vorstandssekretärin bei der Neuen Sparcasse von 1864 in Hamburg.
1946 wurde sie Wirtschaftsredakteurin beim Radio Hamburg in der britischen Besatzungszone. Die Leitung des Ressorts Wirtschaft übernahm sie 1947, als ihre Vorgesetzten ausschieden, nachdem deren NS-Vergangenheit bekannt geworden war.
Stellvertretende Chefredakteurin Fernsehen des Westdeutschen Rundfunks wurde sie 1969 und am 1. November 1973 Chefredakteurin. Diese Position hatte sie bis zum 30. September 1976 inne.
Der niedersächsische Finanzminister Walther Leisler Kiep nominierte Julia Dingwort-Nusseck im Juni 1976 mit Unterstützung durch Ministerpräsident Ernst Albrecht als niedersächsische Landeszentralbankpräsidentin. Der Zentralbankrat der Bundesbank lehnte sie mit zehn zu sechs Stimmen ab. Da der Zentralbankrat in dieser Sache nur ein Anhörungsrecht hatte, wurde sie am 1. Oktober 1976 niedersächsische Landeszentralbankpräsidentin und in dieser Funktion Mitglied des Zentralbankrates. Wegen ihres neuen Amtes musste sie ihr Aufsichtsratsmandat bei der Horten AG niederlegen. Später erhielt sie von den Mitgliedern des Zentralbankrats für ihre zweite Amtszeit eine einstimmige Nominierung. Sie schied 1988 aus dem Gremium aus.
Vom 28. April 1981 bis zum 12. März 1984 war Julia Dingwort-Nusseck Vorsitzende des Verwaltungsrats des Norddeutschen Rundfunks (NDR), danach übernahm sie den Posten des stellvertretenden Vorsitzenden. Vom 24. April 1991 bis zum 29. Oktober 1993 war Julia Dingwort-Nusseck erneut Vorsitzende des Verwaltungsrates des NDR.
Von 1990 bis 1999 war Julia Dingwort-Nusseck die 2. Vorsitzende des Bundesverbands Deutscher Stiftungen und war seit 1999 dessen Ehrenmitglied. Dingwort-Nusseck war Mitglied bei Zonta International, einige Jahre Präsidentin des Zonta-Clubs Hamburg und zuletzt Ehrenmitglied.

## Privates
Julia Dingwort-Nusseck war von 1951 bis zu seinem Tod 2011 mit dem Verleger Carl-Wolfgang Dingwort verheiratet. Aus der Ehe stammen ein Sohn und zwei Töchter.

## Sendungen
- Der Markt[23]
- ARD-Brennpunkt[24]
- Der Internationale Frühschoppen[25]
- Bericht aus Bonn[26]

## Auszeichnungen
- 1973: Karl-Bräuer-Preis
- 1973: Goldene Kamera[27]
- 1975: Adolf-Grimme-Preis
- 1977: Medienpreis Entwicklungspolitik für Arbeitsplätze wandern aus
- 1981: Großes Bundesverdienstkreuz
- 1987: Dorothea-Schlözer-Medaille[28]
- 1988: Großes Bundesverdienstkreuz mit Stern
- 2012: Hammonia-Preis[29]

## Filmportrait
- WDR Geschichte(n) – Julia Dingwort-Nusseck. Buch und Regie: Klaus Michael Heinz, 59 min., WDR Fernsehen 2020, WDR Mediathek unbefristet.
- Gespräch mit Franz Zink in der ZDF-Sendereihe Zeugen des Jahrhunderts, ausgestrahlt am 18. Februar 1998.